# Коста-ди-Ровиго
Коста-ди-Ровиго (итал. Costa di Rovigo) — коммуна в Италии, располагается в провинции Ровиго области Венеция.
Население составляет 2956 человек, плотность населения составляет 185 чел./км². Занимает площадь 16 км². Почтовый индекс — 45023. Телефонный код — 0425.
Покровителем коммуны почитается святой Иоанн Предтеча, празднование 24 июня.